# Галопиране на електропровод
Галопиране на електропровод е процес при преносът на електроенергия, който представлява високоамплитудното, нискочестотно трептене на въздушните електропроводи вследствие на вятър. Галопиране в един електропровод може да се развие при зимни условия. Процесът се състои от натрупване на голямо количество ток и съответно температура в определена област от преносната мрежа. Натрупването на ток с голяма стойност води до нарушаване на баланса в електроенергийната мрежа. Допълнителен дисбаланс внасят колебанията на електропровода, породени от вятъра. За предотвратяване на този нежелан дисбаланс, в практиката се използват т. нар галопиращи механизми, които предотвратяват появата на подобни процеси. Нидерландският учен Якоб Ден-Гартог пръв прави задълбочен анализ на галопирането при проводници за пренасяне на високо напрежение. Подобно на галопирането е т. нар еолово явление, което представлява трептене, причинено от вихри от подветрената страна на проводника и което се отличава от галопирането по своето високочестотно (10 Hz) движение с ниска амплитуда.

## Механични устройства за контрол на галопирането
- Механични снопове
- Въртящи се дистанционни скоби